# Stegocintractia spadicea
Stegocintractia spadicea är en svampart som först beskrevs av Liro, och fick sitt nu gällande namn av M. Piepenbr. & Begerow 2000. Stegocintractia spadicea ingår i släktet Stegocintractia och familjen Anthracoideaceae.   Inga underarter finns listade i Catalogue of Life.